# Nicola Cacucci
Nicola Cacucci (Bari, 29 aprile 1941) è un editore italiano.

## Biografia
Nel 1964 ha conseguito la laurea in Economia e commercio presso l'Università degli Studi di Bari Aldo Moro . Nel corso degli anni ha ricoperto parecchi incarichi importanti. È iscritto dal 1981 all'albo dei giornalisti, è Consigliere Superiore della Banca d'Italia. È stato delegato regionale dell'AIE per la Puglia, consigliere proboviro dell'Associazione Italiana Editori, Vicepresidente di Confindustria Puglia per la sezione terziario innovativo.